# Коммивояжёр

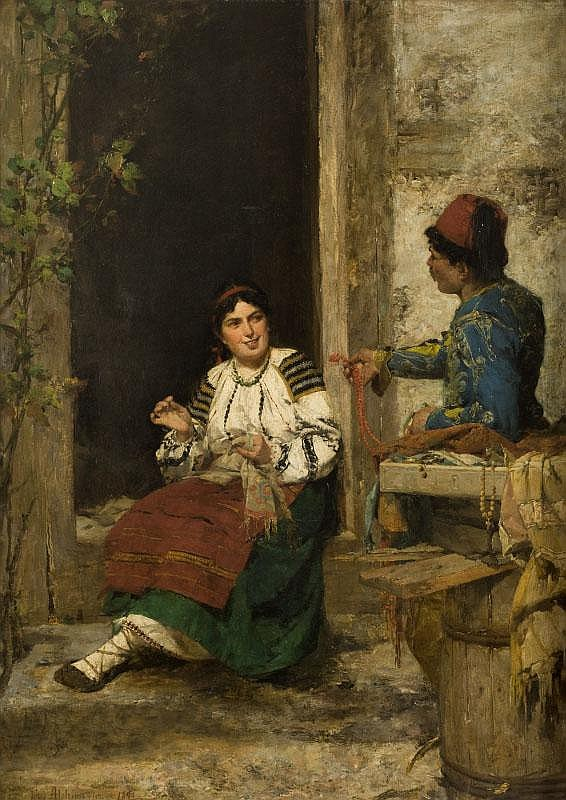
К. Альхимович. «Коммивояжёр»

Коммивояжёр (фр. commis voyageur) — разъездной посредник, который, перемещаясь по рынку, играет роль простого посредника или действует по поручению своего клиента (продавца); разъездной торговый агент какой-либо фирмы, предлагающий покупателям товары по образцам и каталогам.
Коммивояжёр выступает посредником между продавцом товара и покупателем. Действует, как правило, по поручению фирмы. Занимается сбытом товара за определённое вознаграждение, которое зависит от количества или суммы проданного товара, разъезжая по указанным адресам (в том числе и иногородним, иногда зарубежным).
Коммивояжёр вправе сам получать деньги за товары и устанавливать сроки платежей.

## В искусстве

### В кинематографе и литературе
- «Мертвая зона» — роман Стивена Кинга.
- «Превращение» — рассказ Ф. Кафки. Главный герой, Грегор Замза, был коммивояжёром.
- «Записки коммивояжёра» — цикл рассказов Шолом-Алейхема.
- «Сестра Керри» — роман Теодора Драйзера. Чарльз Друэ — коммивояжёр, познакомился с Керри в поезде по пути в Чикаго.
- «Замок Броуди» — роман Арчибальда Кронина.
- «Смерть коммивояжёра» — пьеса Артура Миллера и одноименный фильм режиссёра Фолькера Шлёндорфа по этой пьесе.
- «Рассказ коммивояжёра» — рассказ Марка Твена.
- Оноре де Бальзак Прославленный Годиссар (1834)
- «Яма» — повесть Александра Куприна о проституции. Персонаж, называющий себя Семён Яковлевич Горизонт, использует для прикрытия профессию коммивояжёра.
- В рассказе Стивена Кинга «Всё, что ты любил когда-то, ветром унесёт» (сборник «Всё предельно») главный герой является коммивояжёром, разъезжающим по Среднему Западу Америки.
- «О, счастливчик!» — фильм 1973 года о жизни Мика Трэвиса, начинающего свою карьеру коммивояжёром.
- «Если наступит завтра» — фильм 1986 года по одноимённому роману Сидни Шелдон. Главная героиня Трейси Уитни приходит на биржу труда и ей предлагают ряд профессий, среди которых коммивояжёр.
- «Смерть коммивояжёра» — фильм (1989—1996) Байки из склепа, сезон 5, серия 1.
- Коммивояжёр В. К. Рэтлиф — один из главных персонажей трилогии о Сноупсах У. Фолкнера («Деревушка», «Город», «Особняк»).
- «Сумеречная зона» — американский телевизионный сериал, созданный Родом Серлингом. Коммивояжёр — главный персонаж 2 серии 1 сезона под названием «Один за всех ангелов»
- «Окно во двор» — детективный кинофильм Альфреда Хичкока, снятый в 1954 году по рассказу Корнелла Вулрича «Наверняка, это было убийство». В этом кинофильме главный подозреваемый персонаж, по профессии коммивояжёр.
- «Печенье с предсказанием» — фильм (1991) Даррена Аронофски. История о неудачливом коммивояжёре, который получил предсказание в печенье.
- «Основатель» — фильм (2016) Джона Ли Хэнкока. Рассказывается история Рэя Крока, одного из первых владельцев сети ресторанов Макдональдс. До 52 лет Рэй Крок работал коммивояжёром, что и показано в фильме.

### В музыке
- Песня группы «Кукрыниксы» «Коммивояжёр» из альбома «Артист» (2016)
- Песня Григория Данского «Коммивояжёр» из альбома «Коммивояжёр. Книга песен» (2003)
- Outrider (рус. Коммивояжёр) (1988) —  студийный альбом британского рок-музыканта Джимми Пейджа
- Песня группы «4 Позиции Бруно» «Коммивояжёр» (2024)